# Лозово
Ло́зово (мак. Лозово) — село у Північній Македонії, адміністративний центр общини Лозово Вардарського регіону.
Населення — 896 осіб (перепис 2002) в 300 господарствах.